# Chociszew (powiat zgierski)
Chociszew – wieś w Polsce położona w województwie łódzkim, w powiecie zgierskim, w gminie Parzęczew.
Do 1954 istniała gmina Chociszew. W latach 1954–1968 wieś należała i była siedzibą władz gromady Chociszew, po jej zniesieniu w gromadzie Parzęczew. W latach 1975–1998 miejscowość należała administracyjnie do ówczesnego województwa łódzkiego. W miejscowości znajduje się dawny młyn zbożowy.

## Osoby urodzone w Chociszewie
Julian Morzycki i Faustyna Morzycka